# Noel Bridgeman
Pour les articles homonymes, voir Bridgeman.
Noel Bridgeman (« Nollaig » en gaélique, « Noël » en français), né en 1947 à Dublin et mort le 23 mars 2021 dans la même ville, est un batteur et percussionniste irlandais. En 1967, il fonde, avec Brush Shiels, le groupe blues-rock irlandais Skid Row, dont le premier chanteur est Phil Lynott, et avec lequel il enregistre plusieurs albums, parmi lesquels Skid et 34 Hours aux côtés du guitariste Gary Moore. Il effectue ensuite des enregistrements studio avec The Chieftains, Clannad, The Waterboys et Altan. Il joue depuis les années 2000 avec Van Morrison. En France, il accompagne Dan Ar Braz et L'Héritage des Celtes ainsi que Gilles Servat.

## Discographie

### Avec Skid Row
- 1970 : Skid
- 1971 : 34 Hours
- 1976 : Alive & Kicking (live)
- 1999 : Skid Row (Gary Moore/Brush Shiels/Noel Bridgeman)
- 2006 : Live and on Song

### Collaborations

#### AvecMary Black
- 1985 : Without the Fanfare
- 1987 : By the Time It Gets Dark
- 1989 : No Frontiers
- 1991 : Babes in the Wood
- 1995 : Circus
- 1995 : Looking Back
- 1999 : Song for Ireland
- 2000 : Speaking with the Angel
- 2000 : The Collection
- 2001 : The Best of Mary Black, Vol. 2
- 2003 : The Best of Mary Black : 1991-2001

#### AvecThe Waterboys
- 1988 : Fisherman's Blues
- 1990 : Room to Roam
- 1991 : The Best of the Waterboys : 1981-1990
- 2002 : The Fisherman's Blues, Pt. 2
- 2002 : Too Close to Heaven

#### AvecDaniel O'Donnell
- 1988 : Love Songs
- 1998 : Love Hope & Faith
- 2002 : Especially for You / Love Songs
- 2002 : Songs of Love
- 2004 : Songs of Inspiration/I Believe

#### AvecSharon Shannon
- 1993 : Sharon Shannon
- 1995 : Out the Gap
- 1999 : The Spellbound (best of)
- 2001 : Live in Galway
- 2001 : The Diamond Mountain Sessions
- 2006 : The Sharon Shannon Collection 1990-2005

#### AvecDan Ar Braz
- 1994 : Héritage des Celtes - Dan Ar Braz et L'Héritage des Celtes
- 1995 : En Concert - Dan Ar Braz et L'Héritage des Celtes
- 1997 : Finisterres - Dan Ar Braz et L'Héritage des Celtes
- 1998 : Zenith - Dan Ar Braz et L'Héritage des Celtes
- 2002 : Made in Breizh - Dan Ar Braz

### Autres participations
- 1970 : Honest Injun - Granny's Intention
- 1982 : Fuaim - Clannad
- 1985 : Ordinary Man - Christy Moore
- 1989 : We've Come a Long Way - Liam Clancy
- 1991 : Smoke & Strong Whiskey - Christy Moore
- 1995 : A Woman's Heart 2
- 1995 : Dobro - Frankie Lane
- 1996 : Delirium - Capercaillie
- 1996 : Sur les quais de Dublin - Gilles Servat
- 1997 : Sult : Spirit of the Music
- 1997 : The Dreaming Sea - Karen Matheson
- 1998 : Chariot - Siobhan MacGowann
- 1998 : Pike - Hada to Hada
- 1999 : Tears of Stone - The Chieftains
- 2000 : Highland Cathedral - Phil Coulter
- 2000 : Time to Be Free - Noel Brazil
- 2000 : Transcendental Blues - Steve Earle
- 2001 : Athchuairt - Paddy Glackin
- 2001 : Buzzin' - Bumblebees
- 2001 : Journey - Dónal Lunny (best of)
- 2002 : A Magical Gathering : The Clannad Anthology - Clannad
- 2003 : The Best of Frances Black - Frances Black
- 2004 : Metal Gear Solid
- 2005 : Amarantine - Enya
- 2005 : Hands Across the Water
- 2005 : Magic Time - Van Morrison
- 2006 : The Essential - The Chieftains
- 2008 : A Collection - Paul Harrington
- 2011 : Unfinished Business - Henry McCullough
- 2012 : Discover Carlos Nuñez - Carlos Núñez